# 엠파이어 여우주연상
엠파이어 여우주연상(영어: Empire Award for Best Actress)은 영국의 잡지 《엠파이어》에서 매년 주최하는 엠파이어상의 부문 중 하나로, 그 해 공개된 영화에서 주연을 맡은 가장 뛰어난 여자 배우에게 수여되는 상이다. 수상자는 《엠파이어》지 구독자들의 투표로 정해진다. 1996년 제1회 엠파이어 시상식 때부터 수여되었으며 첫 수상자는 《투 다이 포》의 니콜 키드먼이었다.
2014년 제19회 엠파이어 시상식까지 총 18명의 배우에게 수여되었으며, 니콜 키드먼이 두 번 수상했다.

## 수상자
수상자와 수상 작품을 굵은 글씨로 적고 그 밑에 다른 후보를 적는다.

### 1990년대
| 연도       | 배우              | 영화                       | 출처        |
| ---------- | ----------------- | -------------------------- | ----------- |
| 1996 (1회) | 니콜 키드먼       | 《투 다이 포》             | [ 1 ]       |
| 1997 (2회) | 프랜시스 맥도먼드 | 《파고》                   | [ 2 ]       |
| 1998 (3회) | 조앤 앨런         | 《크루서블》               | [ 3 ]       |
| 1999 (4회) | 케이트 블란쳇     | 《엘리자베스》             | [ 4 ] [ 5 ] |
| 1999 (4회) | 귀네스 팰트로     | 《슬라이딩 도어즈》        | [ 4 ] [ 5 ] |
| 1999 (4회) | 헬렌 헌트         | 《이보다 더 좋을 순 없다》 | [ 4 ] [ 5 ] |
| 1999 (4회) | 제니퍼 로페즈     | 《표적》                   | [ 4 ] [ 5 ] |
| 1999 (4회) | 팸 그리어         | 《재키 브라운》            | [ 4 ] [ 5 ] |

### 2000년대
| 연도        | 배우                   | 영화                                       | 출처                 |
| ----------- | ---------------------- | ------------------------------------------ | -------------------- |
| 2000 (5회)  | 귀네스 팰트로          | 《셰익스피어 인 러브》                     | [ 6 ] [ 7 ]          |
| 2000 (5회)  | 니콜 키드먼            | 《아이즈 와이드 셧》                       | [ 6 ] [ 7 ]          |
| 2000 (5회)  | 러네이 루소            | 《토머스 크라운 어페어》                   | [ 6 ] [ 7 ]          |
| 2000 (5회)  | 소피 마르소            | 《007 언리미티드》                         | [ 6 ] [ 7 ]          |
| 2000 (5회)  | 토니 콜렛              | 《식스 센스》                              | [ 6 ] [ 7 ]          |
| 2001 (6회)  | 코니 닐슨              | 《글래디에이터》                           | [ 8 ] [ 9 ]          |
| 2001 (6회)  | 앤젤리나 졸리          | 《처음 만나는 자유》                       | [ 8 ] [ 9 ]          |
| 2001 (6회)  | 힐러리 스왱크          | 《소년은 울지 않는다》                     | [ 8 ] [ 9 ]          |
| 2001 (6회)  | 줄리아 로버츠          | 《에린 브로코비치》                        | [ 8 ] [ 9 ]          |
| 2001 (6회)  | 케이트 윈즐릿          | 《퀼스》                                   | [ 8 ] [ 9 ]          |
| 2002 (7회)  | 니콜 키드먼            | 《물랑 루즈》                              | [ 10 ] [ 11 ] [ 12 ] |
| 2002 (7회)  | 오드리 토투            | 《아멜리에》                               | [ 10 ] [ 11 ] [ 12 ] |
| 2002 (7회)  | 프랜시스 오코너        | 《A.I.》                                   | [ 10 ] [ 11 ] [ 12 ] |
| 2002 (7회)  | 니콜 키드먼            | 《디 아더스》                              | [ 10 ] [ 11 ] [ 12 ] |
| 2002 (7회)  | 러네이 젤위거          | 《브리짓 존스의 일기》                     | [ 10 ] [ 11 ] [ 12 ] |
| 2003 (8회)  | 커스틴 던스트          | 《스파이더맨》                             | [ 13 ]               |
| 2003 (8회)  | 핼리 베리              | 《007 어나더데이》                         | [ 13 ]               |
| 2003 (8회)  | 힐러리 스왱크          | 《인썸니아》                               | [ 13 ]               |
| 2003 (8회)  | 제니퍼 코널리          | 《뷰티풀 마인드》                          | [ 13 ]               |
| 2003 (8회)  | 미란다 오토            | 《반지의 제왕: 두 개의 탑》                | [ 13 ]               |
| 2004 (9회)  | 우마 서먼              | 《킬 빌: Vol. 1》                          | [ 14 ]               |
| 2004 (9회)  | 케이트 블란쳇          | 《베로니카 게린》                          | [ 14 ]               |
| 2004 (9회)  | 줄리앤 무어            | 《파 프롬 헤븐》                           | [ 14 ]               |
| 2004 (9회)  | 매기 질런홀            | 《세크리터리》                             | [ 14 ]               |
| 2004 (9회)  | 니콜 키드먼            | 《콜드 마운틴》                            | [ 14 ]               |
| 2005 (10회) | 줄리 델피              | 《비포 선셋》                              | [ 15 ]               |
| 2005 (10회) | 브라이스 댈러스 하워드 | 《빌리지》                                 | [ 15 ]               |
| 2005 (10회) | 케이트 블란쳇          | 《에비에이터》                             | [ 15 ]               |
| 2005 (10회) | 커스틴 던스트          | 《스파이더맨 2》                           | [ 15 ]               |
| 2005 (10회) | 우마 서먼              | 킬 빌: Vol. 2                              | [ 15 ]               |
| 2006 (11회) | 탠디 뉴턴              | 《크래쉬》                                 | [ 16 ] [ 17 ] [ 18 ] |
| 2006 (11회) | 힐러리 스왱크          | 《밀리언 달러 베이비》                     | [ 16 ] [ 17 ] [ 18 ] |
| 2006 (11회) | 키이라 나이틀리        | 《오만과 편견》                            | [ 16 ] [ 17 ] [ 18 ] |
| 2006 (11회) | 나오미 와츠            | 《킹콩》                                   | [ 16 ] [ 17 ] [ 18 ] |
| 2006 (11회) | 러네이 젤위거          | 《신데렐라 맨》                            | [ 16 ] [ 17 ] [ 18 ] |
| 2007 (12회) | 페넬로페 크루스        | 《귀향》                                   | [ 19 ]               |
| 2007 (12회) | 헬렌 미렌              | 《더 퀸》                                  | [ 19 ]               |
| 2007 (12회) | 케이트 윈즐릿          | 《리틀 칠드런》                            | [ 19 ]               |
| 2007 (12회) | 키이라 나이틀리        | 《캐리비안의 해적: 망자의 함》             | [ 19 ]               |
| 2007 (12회) | 리스 위더스푼          | 《앙코르》                                 | [ 19 ]               |
| 2008 (13회) | 키이라 나이틀리        | 《어톤먼트》                               | [ 20 ]               |
| 2008 (13회) | 앤젤리나 졸리          | 마이티 하트                                | [ 20 ]               |
| 2008 (13회) | 케이트 블란쳇          | 《골든 에이지》                            | [ 20 ]               |
| 2008 (13회) | 에마 왓슨              | 《해리 포터와 불사조 기사단》              | [ 20 ]               |
| 2008 (13회) | 캐서린 하이글          | 《사고친 후에》                            | [ 20 ]               |
| 2009 (14회) | 헬레나 보넘 카터       | 《스위니 토드: 어느 잔혹한 이발사 이야기》 | [ 21 ]               |
| 2009 (14회) | 앤젤리나 졸리          | 《체인질링》                               | [ 21 ]               |
| 2009 (14회) | 엘런 페이지            | 《주노》                                   | [ 21 ]               |
| 2009 (14회) | 올가 쿠릴렌코          | 《007 퀀텀 오브 솔러스》                   | [ 21 ]               |
| 2009 (14회) | 샐리 호킨스            | 《해피 고 럭키》                           | [ 21 ]               |

### 2010년대
| 연도        | 배우              | 영화                               | 출처          |
| ----------- | ----------------- | ---------------------------------- | ------------- |
| 2010 (15회) | 조이 살다나       | 《아바타》                         | [ 22 ] [ 23 ] |
| 2010 (15회) | 앤마리 더프       | 《존 레논 비긴즈: 노웨어 보이》    | [ 22 ] [ 23 ] |
| 2010 (15회) | 캐리 멀리건       | 《앤 에듀케이션》                  | [ 22 ] [ 23 ] |
| 2010 (15회) | 에밀리 블런트     | 《영 빅토리아》                    | [ 22 ] [ 23 ] |
| 2010 (15회) | 멜라니 로랑       | 《바스터즈: 거친 녀석들》          | [ 22 ] [ 23 ] |
| 2011 (16회) | 노미 라파스       | 《밀레니엄: 여자를 증오한 남자들》 | [ 24 ] [ 25 ] |
| 2011 (16회) | 에마 왓슨         | 《해리 포터와 죽음의 성물 1부》    | [ 24 ] [ 25 ] |
| 2011 (16회) | 헬레나 보넘 카터  | 《킹스 스피치》                    | [ 24 ] [ 25 ] |
| 2011 (16회) | 내털리 포트먼     | 《블랙 스완》                      | [ 24 ] [ 25 ] |
| 2011 (16회) | 올리비아 윌리엄스 | 《유령 작가》                      | [ 24 ] [ 25 ] |
| 2012 (17회) | 올리비아 콜먼     | 《디어 한나》                      | [ 26 ]        |
| 2012 (17회) | 캐리 멀리건       | 《드라이브》                       | [ 26 ]        |
| 2012 (17회) | 메릴 스트리프     | 《철의 여인》                      | [ 26 ]        |
| 2012 (17회) | 미셸 윌리엄스     | 《마릴린 먼로와 함께한 일주일》    | [ 26 ]        |
| 2012 (17회) | 루니 마라         | 《밀레니엄: 여자를 증오한 남자들》 | [ 26 ]        |
| 2013 (18회) | 제니퍼 로런스     | 《헝거 게임: 판엠의 불꽃》         | [ 27 ]        |
| 2013 (18회) | 앤 해서웨이       | 《다크 나이트 라이즈》             | [ 27 ]        |
| 2013 (18회) | 제시카 채스테인   | 《제로 다크 서티》                 | [ 27 ]        |
| 2013 (18회) | 주디 덴치         | 《007 스카이폴》                   | [ 27 ]        |
| 2013 (18회) | 나오미 와츠       | 《더 임파서블》                    | [ 27 ]        |
| 2014 (19회) | 엠마 톰슨         | 《세이빙 미스터 뱅크스》           | [ 28 ]        |
| 2014 (19회) | 에이미 애덤스     | 《아메리칸 허슬》                  | [ 28 ]        |
| 2014 (19회) | 케이트 블란쳇     | 《블루 재스민》                    | [ 28 ]        |
| 2014 (19회) | 제니퍼 로런스     | 《헝거 게임: 캣칭 파이어》         | [ 28 ]        |
| 2014 (19회) | 샌드라 불럭       | 《그래비티》                       | [ 28 ]        |
| 2015 (20회) | 로저먼드 파이크   | 《나를 찾아줘》                    |               |
| 2015 (20회) | 알리시아 비칸데르 | 《엑스 마키나》                    |               |
| 2015 (20회) | 에밀리 블런트     | 《엣지 오브 투모로우》             |               |
| 2015 (20회) | 펄리시티 존스     | 《사랑에 대한 모든 것》            |               |
| 2015 (20회) | 키이라 나이틀리   | 《이미테이션 게임》                |               |
| 2016 (21회) | 알리시아 비칸데르 | 《대니쉬 걸》                      |               |
| 2016 (21회) | 에밀리 블런트     | 《시카리오: 암살자의 도시》        |               |
| 2016 (21회) | 브리 라슨         | 《룸》                             |               |
| 2016 (21회) | 제니퍼 로렌스     | 《헝거 게임: 더 파이널》           |               |
| 2016 (21회) | 샤를리즈 테론     | 《매드 맥스: 분노의 도로》         |               |